# Boson (deeltje)

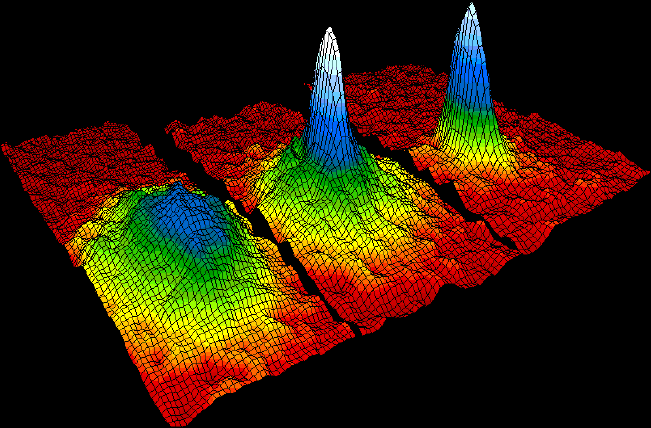
Bose-einsteincondensaat

Een boson, genoemd naar Satyendra Nath Bose, is een deeltje dat een heeltallige spin bezit (0, 1, 2, ...). Dit in tegenstelling tot een fermion, dat een halftallige spin heeft (1/2, 3/2, 5/2, ...).
De volgende deeltjes zijn bosonen:
- de ijkbosonen die de vier fundamentele natuurkrachten dragen:
  - voor de elektromagnetische kracht het foton
  - voor de zwakke kernkracht het W-boson en het Z-boson
  - voor de sterke kernkracht het gluon
  - voor de zwaartekracht het (nog niet aangetoonde) graviton
- het higgsboson
- samengestelde deeltjes met een even aantal fermionen, bijvoorbeeld mesonen.
- ook grotere deeltjes kunnen boson zijn, zoals een deuterium kern[1] en een helium-4 atoomkern. De helium-3 kern is een fermion.

De bosonen die niet zijn samengesteld, zijn elementaire deeltjes in het standaardmodel van de deeltjesfysica. Een bijzonder boson is het higgsboson. Het is niet samengesteld, dus een onderdeel van het standaardmodel, en zou verantwoordelijk zijn voor de massa van de elementaire deeltjes.
Bosonen kunnen zich, in tegenstelling tot fermionen, in dezelfde kwantumtoestand bevinden en blijken niet te voldoen aan het uitsluitingsprincipe van Pauli. Bosonen voldoen aan de Bose-Einsteinstatistiek en hebben daardoor bijzondere eigenschappen, zoals het kunnen vormen van een bose-einsteincondensaat.
Een voorbeeld hiervan is de kern 42He. Dit is een boson, want hij bestaat uit een even aantal fermionen. Bij zeer lage temperatuur wordt het helium supervloeibaar. In deze merkwaardige toestand heeft de vloeistof geen viscositeit en geen oppervlaktespanning. Een bekertje met supervloeibaar helium kan daardoor zonder ogenschijnlijke aanleiding leeglopen doordat het helium over de rand kruipt om de toestand met laagste energie op te zoeken.
Bosonen spelen ook een rol in supergeleiding, waar twee elektronen samen een boson vormen: een Cooperpaar.